# Cordillera Pariacaca
La cordillera Pariacaca es una cadena montañosa que está situada en los Andes del Perú. Está dividida políticamente entre los departamentos de Junín y Lima.

## Toponimia
La cordillera toma nombre de la unión de dos palabras en idioma quechua, el parya que significa rojizo o gorrión; y qaqa roca una apu.

## Descripción
Administrativamente la cordillera está dividida entre las provincias de Huarochirí y Yauyos del departamento de Lima y Jauja y Yauli del departamento de Junín. La cadena montañosa parcialmente glaciar se encuentra entre las latitudes 11° 37'S y 12 ° 36'S y corre en dirección NNW-SSE en una distancia de aproximadamente 120 km. El límite norte es el Paso Ticlio. La parte norte de la cordillera forma la Cordillera Huarochirí, la parte sur la Cordillera de Yauyos. El punto más alto es el Nevado Ticlla en la Cordillera de Yauyos con 5897 m. El Nevado Pariacaca de 5750 m de altura forma el punto más alto de la Cordillera Huarochirí. La Cordillera Central es drenada al oeste por los ríos Rímac, Mala y Cañete hasta el Océano Pacífico. El flanco oriental de las montañas se drena a través del Río Mantaro. En el norte, la cordillera se continúa en la Cordillera La Viuda.

## Picos más elevados
Uno de los picos más altos de la cordillera es Pariacaca (5.750 metros (18.009 pies)). Otras montañas se enumeran a continuación:
| Montaña      | Elevación |
| ------------ | --------- |
| Tunshu       | 5.660     |
| Colquepucro  | 5.658     |
| Paka         | 5.500     |
| Suyruqucha   | 5.500     |
| Huallacancha | 5.500     |
| Antachaire   | 5.400     |
| Nina Ukru    | 5.400     |
| Pachanqutu   | 5.400     |